# Fly High, Fall Far
Fly High, Fall Far – pierwszy minialbum zespołu Pendragon. Wydany został jedynie na płycie winylowej, lecz znajdujące się na nim utwory zostały później dołączone do specjalnego wydania The Jewel i 9:15 Live w 2005.

## Spis utworów
Album zawiera utwory:
Strona 1
1. Fly High, Fall Far – 4:56
2. Victims of Life – 6:53

Strona 2
1. Dark Summer's Day – 5:31
2. Excalibur – 6:30

## Skład zespołu
Twórcami albumu są:
- Nick Barrett – śpiew, gitara
- Rik Carter – instrumenty klawiszowe
- Peter Gee – gitara basowa, gitara
- Nigel Harris – instrumenty perkusyjne